# Crimson Star Media
Crimson Star Media és una empresa de responsabilitat limitada amb seu a l'estat de Geòrgia, Estats Units d'Amèrica. Es va fundar el 8 de maig de 2013 i es va dissoldre després de dos anys. a causa de l'ingrés a presó de l'administrador, Corey Maddox, a causa de trencar les condicions legals de la seua llibertat després d'haver sigut arrestat el 2008 per explotació infantil i tinença de material de pornografia infantil. La seua primera obra adquirida per a doblar-la fou la sèrie d'anime Hanbun no Tsuki ga Noboru Sora.